# هدان ترودان
«هدان ترودان» (به انگلیسی: Hoedown Throwdown) ترانه‌ای اجراشده از هنرمند موسیقی اهل ایالات متحده آمریکا مایلی سایرس است. این ترانه به‌عنوان تک‌آهنگ موسیقی متن برای هانا مونتانا: فیلم اجرا شده‌است. این ترانه در ۱۰ مارس ۲۰۰۹ برای آی‌تیونز استور منتشر شد.